# Steatoda retorta
{{Taxobox spin
| naam              = Steatoda retorta
| titelweergave     = cursief
| afbeelding        = 
| afbeeldingtekst   = 
| familie           = Theridiidae (Kogelspinnen)
| geslacht          = Steatoda
| auteur            = [[José Valentín Herrera José Valentín Herrera González]]
| datum             = 1987
| haakjes           = 
}}
Steatoda retorta is een spinnensoort in de taxonomische indeling van de kogelspinnen (Theridiidae).
Het dier behoort tot het geslacht Steatoda. De wetenschappelijke naam van de soort werd voor het eerst geldig gepubliceerd in 1987 door [[José Valentín Herrera José Valentín Herrera González]].